# Racsek János
Racsek János (1805. január 1. – Nagyvárad, 1892. szeptember 12.) teológiai doktor, nagyprépost és apát-kanonok.

## Élete
1828. szeptember 26-án szentelték áldozár pappá, ezt követően segédlelkész volt. 1830-tól tanulmányi felügyelő, 1833-ban teológiai doktor lett a pesti egyetemen. 1835-től teológiai tanár Nagyváradon, 1843-tól szentszéki ülnök. 
Az 1848-49-es eseményeket támogatta. 1852-ben lett nagyváradi kanonok, 1866-ban szalkai apát, egy évvel később szolnokkerületi alesperes, 1870-ben krasznai főesperes, 1878-ban pápai praelatus, míg 1879-től nagyprépost és püspöki helyettes 1886-ig.

## Munkája
Adserta e disciplinis theologicis, quae in r. scient. universitate Hungarica pro gradu doctoris ss. theologiae ritu consequendo propugnanda suscepit die 30. Septemberis 1833. Pestini. 